# Домна Михайлиду
Домна Михайлиду (на гръцки: Δόμνα Μιχαηλίδου) е гръцка икономистка и потиличка от партия „Нова демокрация“. Във втория кабинет на Кириакос Мицотакис тя заема длъжността министър на труда и социалното осигуряване на Гърция (от 4 януари 2024 г.).

## Биография
Родена е на 13 ноември 1987 г. в град Пирея, Гърция. Тя е академичен икономист, който работи върху икономическото развитие, финансовите кризи и публичните финанси. Преди това тя е била съветничка на председателя на „Нова демокрация“ Кириакос Мицотакис по въпроси, свързани със структурните реформи, макроикономическия растеж и финансовите пазари.
От 2014 г. тя е лектор в Центъра за изследване на развитието на Кеймбриджкия университет, където преподава теми, свързани с финанси и развитие, частен и публичен дълг и държавно регулиране. Работила е за Организацията за икономическо сътрудничество и развитие в Париж и Атина като икономист и експерт по конкуренцията. Преподава в Съдийското бизнес училище на Кеймбриджкия университет и Училището за публична политика на Лондонския университетски колеж. Консултирала е държавни и неправителствени институции като ПРООН, ФАО, Британски съвет, Министерството на здравеопазването на Иран и др.
Нейната книга „Неумолимата еволюция на финансиализацията: финансови кризи в развиващите се пазари“ е публикувана от британската академична и търговска издателска компания „Палгрейв Макмилан“ през 2016 г. Творбата ѝ се появява в академични списания, институционални доклади и популярната преса. Тя притежава магистърска степен и докторска степен по икономика на финансите и развитието от Кеймбриджкия университет.